# Adrien Brody
Adrien Nicholas Brody (Woodhaven, New York, 1973. április 14. –) kétszeres Oscar- és Golden Globe-díjas amerikai színész, filmproducer.
Roman Polański 2002-ben bemutatott A zongorista című filmdrámában Władysław Szpilman megformálásával lett világhírű, mellyel – a díj története során a legfiatalabbként, huszonkilenc évesen – elnyerte a legjobb férfi főszereplőnek járó Oscart. Egyedüli amerikaiként a legjobb színésznek járó César-díjat is megkapta.
További, sikeres filmjei közé tartozik Az őrület határán (1998), A falu (2004), a King Kong (2005) és a Ragadozók (2010). Gyakran dolgozik együtt Wes Anderson filmrendezővel, akinek öt filmjében szerepelt: Utazás Darjeelingbe (2007), A fantasztikus Róka úr (2009), A Grand Budapest Hotel (2014), A Francia Kiadás (2021) és Asteroid City (2023).
2014-ben a Houdini című minisorozatban keltette életre a címszereplőt, egy Primetime Emmy- és egy Screen Actors Guild-jelölést szerezve. 2017-ben a BBC Birmingham bandája című brit bűnügyi történelmi drámasorozatának negyedik évadjában játszott.
A 2025-ös Oscar-gálán elnyerte második díját legjobb férfi főszereplő kategóriában, A brutalista című filmben nyújtott alakításáért.

## Fiatalkora és családja
1973. április 14-én született New York Queens kerületének Woodhaven városrészében. Édesanyja a magyar származású Sylvia Plachy fotóriporter, aki Budapesten született, katolikus arisztokrata apától (Plachy Vilmos) és cseh zsidó anyától. Édesapja Elliot Brody lengyel zsidó származású nyugdíjas tanár, festő. Brody neveltetésére sem a judaizmus, sem a katolikus vallás nem gyakorolt nagy befolyást.
Gyermekként Brody előszeretettel adott elő bűvészműsorokat születésnapi zsúrokon társainak. Középiskolai tanulmányait a New York-i I.S. 227 Louis Armstrong Middle School, illetve a Fiorello H. LaGuardia High School intézményekben végezte el. Brody a Stony Brook University, majd egy félév erejéig a Queens College hallgatója lett, ahol félbehagyta tanulmányait és Los Angelesbe költözött.

## Színészi pályafutása
A gyerekkorában elkezdett színjátszásnak köszönhetően tizenhárom éves korára már egy Off-Broadway darabban és egy tévéfilmben is szerepelt. Miután 1996-ban Tupac Shakur és Mickey Rourke oldalán feltűnt az Önpusztítók című filmben, játszott a Restaurant (1998) című független filmben. Terrence Malick Az őrület határán (1998) és Spike Lee Egy sorozatgyilkos nyara (1999) című filmjeiben szerepelve Brody kedvező kritikákat kapott. A világhírnevet Roman Polański A zongorista című, 2002-ben bemutatott filmdrámájának főszerepe hozta el számára. A szerep kedvéért Brody hónapokra elvonult a világtól, eladta lakását és autóját, szakítottak akkori barátnőjével, megtanult Chopint játszani zongorán és nagyjából tizennégy kilót fogyott. Erőfeszítései nem maradtak jutalom nélkül: Władysław Szpilman szerepében Oscar-díjat nyert legjobb férfi főszereplő kategóriában, mindössze huszonkilenc éves korában – a kategória történetének egyetlen, harminc év alatti győzteseként. Egyéb díjak és jelölések mellett a legjobb színésznek odaítélt César-díjat is megszerezte.
A zongorista után különböző műfajú filmekben vállalt szerepléseket. A Bábu című vígjáték-drámában (mely 2003-ban jelent meg, de eredetileg 2000-ben forgatták) egy társasági élet terén félszeg hasbeszélőt alakít. Felkészülés gyanánt megtanulta a hasbeszélés és a bábozás fortélyait, szükségtelenné téve az esetleges utólagos szinkronizálást. M. Night Shyamalan A falu (2004) című horrorfilmjében értelmi sérült fiatal férfiként, A fiók (2005) című lélektani horrorban a háború által megviselt veteránként, a King Kong (2005) című kalandfilmben Jack Driscoll forgatókönyvíróként, míg Wes Anderson Utazás Darjeelingbe (2007) című komédiájában Peter szerepében láthatták a nézők. A King Kong kritikai és anyagi sikert aratott, 550 millió dolláros bevételével Brody legjövedelmezőbb filmje lett.
2006-ban megerősítette azokat a híreket, melyet szerint érdeklődik Joker megformálása iránt a később, 2008-ban bemutatott A sötét lovag című szuperhősfilmben. Christopher Nolan rendező és a Warner Bros. azonban Heath Ledgernek adta a szerepet. Spock szerepének elvállalásáról is tárgyalások folytak, de J. J. Abrams Star Trek (2009) című rendezésében végül Zachary Quinto bújhatott a kapitány bőrébe. 2010-ben Brody a Meghasadva című sci-fi névtelen főhősét játszotta el, illetve az Antal Nimród rendezésével és Robert Rodríguez produceri közreműködésével fémjelzett Ragadozók című sci-fi akciófilmben is főszerepelt. 2011-ben Woody Allen Éjfélkor Párizsban című Oscar-díjas rendezésében személyesítette meg Salvador Dalí festőt.
2014-ben ismét Wes Andersonnal dolgozott együtt, ezúttal A Grand Budapest Hotelben. Ugyanebben az évben a Houdini című minisorozatban a híres illuzionista megformálása egy Primetime Emmy- és egy Screen Actors Guild-jelölést hozott számára. 2015-ben A sas és a sárkány című kínai történelmi filmben Tiberius római császár szerepében tűnt fel. 2017-ben, a BBC Birmingham bandája című történelmi drámasorozatának negyedik évadjában a címszereplő bűnbanda ellen vérbosszút fogadó New York-i olasz maffiózót alakított.
2023-ban Anderson Asteroid City című filmjének szereplője volt.

## Magánélete

### Incidens az Oscar-gálán
2003-ban a 75. Oscar-gálán Brody erőszakkal szájon csókolta Halle Berry színésznőt, amikor az átadta neki a legjobb férfi főszereplőnek járó Oscart. Egy 2017-es interjúban Berry megerősítette, hogy a csók nem volt betervezve és őt is váratlanul érte. Az USA Today „kínosnak” nevezte az esetet, főként „a Hollywoodot felforgató szexuális zaklatásos vádak fényében”. A Good Housekeeping amerikai női magazin az Oscar történetének legnagyobb botrányai között sorolta fel az incidenst.

## Filmográfia

### Film
Filmproducer
| Év   | Magyar cím   | Eredeti cím          | Megjegyzések                                           |
| ---- | ------------ | -------------------- | ------------------------------------------------------ |
| 2009 | Sárga        | Giallo               | filmproducer                                           |
| 2010 | Meghasadva   | Wrecked              | vezető filmproducer                                    |
| 2011 | A mintatanár | Detachment           | vezető filmproducer                                    |
| 2015 |              | Stone Barn Castle    | dokumentumfilm filmrendező, filmproducer és zeneszerző |
| 2015 |              | Septembers of Shiraz | vezető filmproducer                                    |
| 2016 |              | Manhattan Night      | filmproducer                                           |
| 2021 |              | Clean                | forgatókönyvíró, filmproducer és zeneszerző            |

Filmszínész
| Év   | Magyar cím                                 | Eredeti cím                           | Szerep                    | Magyar hang          | Rendező              |
| ---- | ------------------------------------------ | ------------------------------------- | ------------------------- | -------------------- | -------------------- |
| 1989 | New York-i történetek                      | New York Stories                      | Mel                       |                      | Martin Scorsese      |
| 1989 | New York-i történetek                      | New York Stories                      | Mel                       | Woody Allen          |                      |
| 1989 | New York-i történetek                      | New York Stories                      | Mel                       | Francis Ford Coppola |                      |
| 1991 |                                            | The Boy Who Cried Bitch               | Eddie                     |                      | Juan José Campanella |
| 1993 | A hegyek ura                               | King of the Hill                      | Lester Silverstone        |                      | Steven Soderbergh    |
| 1994 | Angyalok a pályán                          | Angels in the Outfield                | Danny Hemmerling          | Holl Nándor          | William Dear         |
| 1995 | A pénz ördöge                              | Nothing to Lose                       | Ray Diglovanni            |                      | Eric Bross           |
| 1996 | Önpusztítók                                | Bullet                                | Ruby                      | Kocsis György        | Julien Temple        |
| 1996 | Solo – A tökéletes fegyver                 | Solo                                  | Dr. Bill Stewart          | Kálid Artúr          | Norberto Barba       |
| 1996 | Solo – A tökéletes fegyver                 | Solo                                  | Dr. Bill Stewart          | Markovics Tamás      | Norberto Barba       |
| 1997 | Szerelem utolsó vérig                      | The Last Time I Committed Suicide     | Ben                       | Csonka András        | Stephen Kay          |
| 1997 |                                            | The Undertaker's Wedding              | Mario Bellini             |                      | John Bradshaw        |
| 1997 | Hat gyilkosság egy vasárnap                | Six Way to Sunday                     | Arnie Finklestein         |                      | Adam Bernstein       |
| 1998 |                                            | Restaurant                            | Chris Calloway            |                      | Eric Bross (2)       |
| 1998 | Az őrület határán                          | The Thin Red Line                     | Fife tizedes              | Katona Zoltán        | Terrence Malick      |
| 1999 | Egy sorozatgyilkos nyara                   | Summer of Sam                         | Richie Tringale           | Kassai Károly        | Spike Lee            |
| 1999 | Oxigén                                     | Oxygen                                | Harry                     |                      | Richard Shepard      |
| 1999 | Szabad a szerelem                          | Liberty Heights                       | Van Kurtzman              |                      | Barry Levinson       |
| 2000 | Kenyér és rózsa                            | Bread and Roses                       | Sam Shapiro               |                      | Ken Loach            |
| 2000 | A felejtés virágai                         | Harrison's Flowers                    | Kyle Morris               | Lux Ádám             | Élie Chouraqui       |
| 2001 | Örvény                                     | Love The Hard Way                     | Jack Grace                |                      | Peter Sehr           |
| 2001 | A királyné nyakéke                         | The Affair of the Necklace            | Nicolas de la Motte báró  | Scmidt Zoltán        | Charles Shyer        |
| 2002 | Bábu                                       | Dummy                                 | Stevens                   | Karácsonyi Zoltán    | Greg Pritikin        |
| 2002 | A zongorista                               | The Pianist                           | Władysław Szpilman        | Viczián Ottó         | Roman Polański       |
| 2003 | Az éneklő detektív                         | The Singing Detective                 | Gengszter                 | Kaszás Gergő         | Keith Gordon         |
| 2004 | A falu                                     | The Village                           | Noah Percy                | Takátsy Péter        | M. Night Shyamalan   |
| 2005 | A fiók                                     | The Jacket                            | Jack Starks               | Dolmány Attila       | John Maybury         |
| 2005 | King Kong                                  | King Kong                             | Jack Driscoll             | Széles Tamás         | Peter Jackson        |
| 2006 | Hollywoodland                              | Hollywoodland                         | Louis Simo                | Viczián Ottó         | Allen Coulter        |
| 2007 |                                            | The Tehuacan Project (dokumentumfilm) | narrátor                  |                      | Andrew Lauer         |
| 2007 | Utazás Darjeelingbe                        | The Darjeeling Limited                | Peter L. Whitman          | László Zsolt         | Wes Anderson         |
| 2008 | Manolete                                   | Manolete                              | Manuel Rodríguez Sánchez  | Viczián Ottó         | Menno Meyjes         |
| 2008 | Szélhámos fivérek                          | The Brothers Bloom                    | Bloom                     | Bozsó Péter          | Rian Johnson         |
| 2008 | Cadillac Records – Csillogó fekete lemezek | Cadillac Records                      | Leonard Chess             | Rajkai Zoltán        | Darnell Martin       |
| 2009 | Sárga                                      | Giallo                                | Enzo Avolfi felügyelő     |                      | Dario Argento        |
| 2009 | Hibrid                                     | Splice                                | Clive Nicoli              | Viczián Ottó         | Vincenzo Natali      |
| 2009 | A fantasztikus Róka úr                     | Fantastic Mr. Fox                     | Mezei egér (hangja)       | Fesztbaum Béla       | Wes Anderson (2)     |
| 2010 |                                            | High School                           | Psycho Ed                 |                      | John Stalberg Jr.    |
| 2010 | Ragadozók                                  | Predators                             | Royce                     | Viczián Ottó         | Antal Nimród         |
| 2010 | A kísérlet                                 | The Experiment                        | Travis                    | Viczián Ottó         | Paul Scheuring       |
| 2010 | Meghasadva                                 | Wrecked                               | Férfi                     | Viczián Ottó         | Michael Greenspan    |
| 2011 | A mintatanár                               | Detachment                            | Henry Barthes             | Horváth Illés        | Tony Kaye            |
| 2011 | Éjfélkor Párizsban                         | Midnight in Paris                     | Salvador Dalí             | Seder Gábor          | Woody Allen (2)      |
| 2012 |                                            | Back to 1942                          | Theodore White            |                      | Feng Xiaogang        |
| 2013 |                                            | Inappropriate Comedy                  | Flirty Harry              |                      | Vince Offer          |
| 2013 | Harmadik fél                               | Third Person                          | Scott Lowry               | Horváth Illés        | Paul Haggis          |
| 2014 | A Grand Budapest Hotel                     | The Grand Budapest Hotel              | Dmitri Desgoffe-und-Taxis | Dolmány Attila       | Wes Anderson (3)     |
| 2014 | Amerikai balhé                             | American Heist                        | Frankie Kelly             |                      | Sarik Andreasyan     |
| 2015 | A sas és a sárkány                         | Dragon Blade                          | Tiberius                  | Dolmány Attila       | Daniel Lee           |
| 2015 |                                            | Backtrack                             | Peter Bower               |                      | Michael Petroni      |
| 2015 |                                            | Septembers of Shiraz                  | Isaac Amin                |                      | Wayne Blair          |
| 2016 |                                            | Manhattan Night                       | Porter Wren               |                      | Brian DeCubellis     |
| 2017 |                                            | Bullet Head                           | Stacy                     |                      | Paul Solet           |
| 2018 | Légicsapás                                 | Air Strike                            | Steve                     | Venyercsán Péter     | Xiao Feng            |
| 2021 | A Francia Kiadás                           | The French Dispatch                   | Julien Cadazio            | Széles Tamás         | Wes Anderson (4)     |
| 2022 | Ecc, pecc, ki lehetsz?                     | See How They Run                      | Leo Kopernick             | Széles Tamás         | Tom George           |
| 2022 | Szöszi                                     | Blonde                                | Arthur Miller             | Schnell Ádám         | Andrew Dominik       |
| 2023 |                                            | Manodrome                             | Dad Dan                   |                      | John Trangove        |
| 2023 |                                            | Ghosted                               | Leveque                   |                      | Dexter Fletcher      |
| 2023 | Bolondok paradicsoma                       | Fool's Paradise                       | Chad Luxt                 | Viczián Ottó         | Charlie Day          |
| 2023 | Asteroid City                              | Asteroid City                         | Schubert Green            | Széles Tamás         | Wes Anderson (5)     |
| 2024 | A brutalista                               | The Brutalist                         | László Tóth               | Viczián Ottó         | Brady Corbet         |

### Televízió
| Év        | Magyar cím                                         | Eredeti cím                                  | Szerep                 | Megjegyzések                               |
| --------- | -------------------------------------------------- | -------------------------------------------- | ---------------------- | ------------------------------------------ |
| 1988      |                                                    | Home at Last                                 | Billy                  | tévéfilm                                   |
| 1988      |                                                    | Annie McGuire                                | Lenny McGuire          | 1 epizód                                   |
| 1994      |                                                    | Rebel Highway                                | Skinny                 | 1 epizód                                   |
| 1996      |                                                    | Bullet Hearts                                | Chuckie Bragg          | tévéfilm                                   |
| 2003      | Saturday Night Live                                | Saturday Night Live                          | önmaga (házigazda)     | 1 epizód                                   |
| 2014      | Houdini                                            | Houdini                                      | Harry Houdini          | - 2 epizód - magyar hangja: - Viczián Ottó |
| 2015      |                                                    | Breakthrough                                 | narrátor               | 1 epizód                                   |
| 2016      |                                                    | Dice                                         | önmaga                 | 1 epizód                                   |
| 2017      | Birmingham bandája                                 | Peaky Blinders                               | Luca Changretta        | 6 epizód                                   |
| 2021      |                                                    | Chapelwaite                                  | Charles Boone százados | 10 epizód                                  |
| 2021      | Utódlás                                            | Succession                                   | Josh Aaronson          | 2 epizód                                   |
| 2022–2023 | Győzelmi sorozat: A Lakers dinasztia felemelkedése | Winning Time: The Rise of the Lakers Dynasty | Pat Riley              | 15 epizód                                  |
| 2023      | Poker Face                                         | Poker Face                                   | Sterling Frost Jr.     | 2 epizód                                   |

### Videójátékok
| Év   | Cím                                                       | Szerep                 |
| ---- | --------------------------------------------------------- | ---------------------- |
| 2005 | Peter Jackson's King Kong: The Official Game of the Movie | Jack Driscoll (hangja) |

## Fontosabb díjak és jelölések

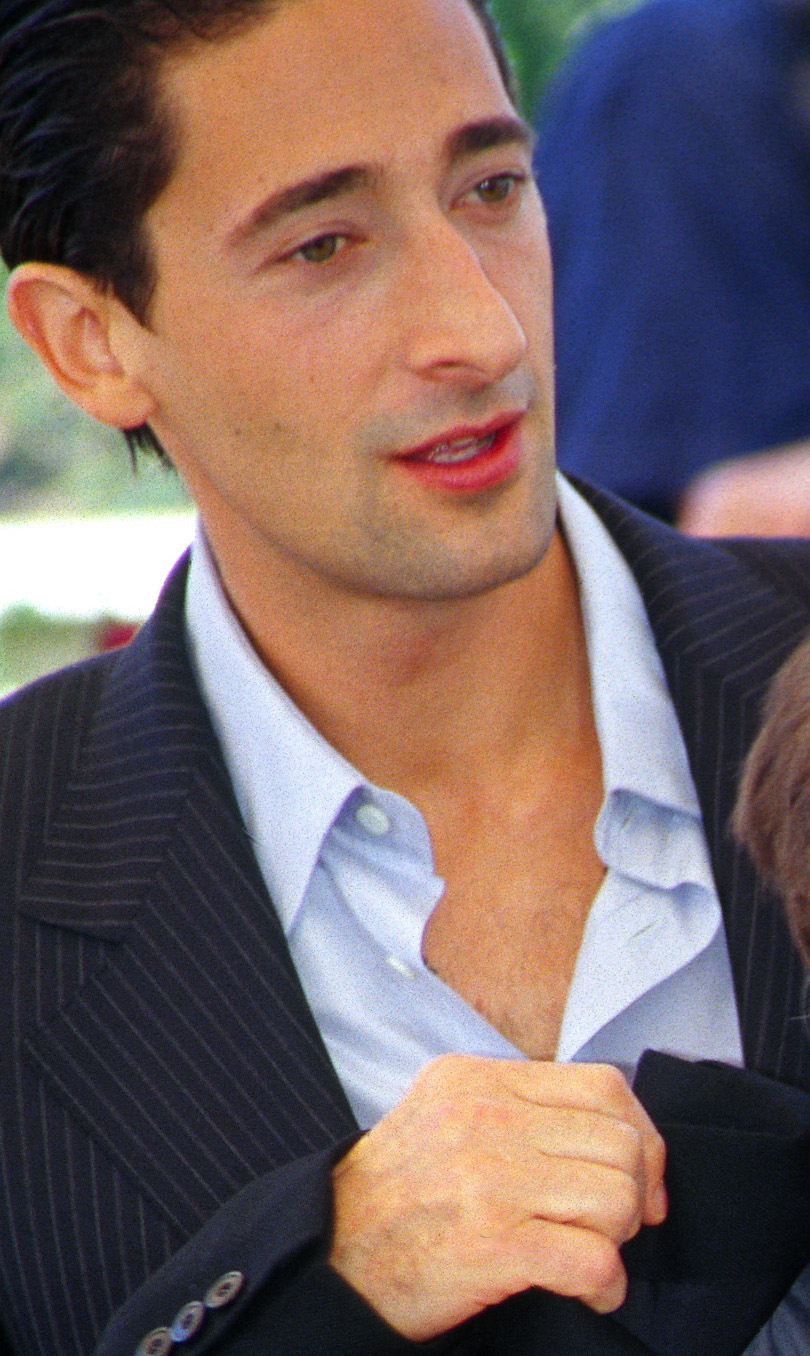
A 2002-es cannes-i fesztiválon.

| Jelölt mű              | Díj                                                                                     | Év   | Eredmény |
| ---------------------- | --------------------------------------------------------------------------------------- | ---- | -------- |
| A zongorista           | Oscar-díj a legjobb férfi főszereplőnek                                                 | 2003 | Elnyerte |
| A zongorista           | César-díj a legjobb színésznek                                                          | 2003 | Elnyerte |
| A zongorista           | Golden Globe-díj a legjobb férfi főszereplőnek – filmdráma                              | 2003 | Jelölve  |
| A zongorista           | BAFTA-díj a legjobb férfi főszereplőnek                                                 | 2003 | Jelölve  |
| A zongorista           | Screen Actors Guild-díj a legjobb férfi főszereplőnek                                   | 2003 | Jelölve  |
| Éjfélkor Párizsban     | Legjobb szereplőgárda (mozifilm)                                                        | 2012 | Jelölve  |
| A Grand Budapest Hotel | Legjobb szereplőgárda (mozifilm)                                                        | 2015 | Jelölve  |
| Houdini                | Screen Actors Guild-díj a legjobb színésznek (minisorozat vagy tévéfilm)                | 2015 | Jelölve  |
| Houdini                | Primetime Emmy-díj a legjobb férfi főszereplőnek (televíziós minisorozat vagy tévéfilm) | 2015 | Jelölve  |
| Breakthrough           | Primetime Emmy-díj a legjobb narrátornak                                                | 2016 | Jelölve  |
| Utódlás                | Primetime Emmy-díj a legjobb vendégszínésznek (drámasorozat)                            | 2022 | Jelölve  |
| A brutalista           | Oscar-díj a legjobb férfi főszereplőnek                                                 | 2025 | Elnyerte |
| A brutalista           | Golden Globe-díj a legjobb férfi főszereplőnek – filmdráma                              | 2025 | Elnyerte |
| A brutalista           | BAFTA-díj a legjobb férfi főszereplőnek                                                 | 2025 | Elnyerte |
| A brutalista           | Screen Actors Guild-díj a legjobb férfi főszereplőnek                                   | 2025 | Jelölve  |

## Fordítás
- Ez a szócikk részben vagy egészben  az   Adrian Brody című angol Wikipédia-szócikk fordításán alapul.  Az eredeti cikk szerkesztőit annak laptörténete sorolja fel. Ez a jelzés csupán a megfogalmazás eredetét és a szerzői jogokat jelzi, nem szolgál a cikkben szereplő információk forrásmegjelöléseként.